# Moneda forera
La moneda forera era un derecho real, convertido en tributo, establecido durante la Baja Edad Media en la Corona de Castilla y que permaneció vigente durante la Edad Moderna hasta 1724. En el siglo XVII Sebastián de Covarrubias lo definía así:

Es un tributo que se paga al rey de siete en siete años, del qual están exemptos los hijosdalgo y los demás privilegiados. Verás el título 33, lib. 9, Novae recopilationis.
Sebastián de Covarrubias, siglo XVII

Su equivalente en la Corona de Aragón y el Reino de Navarra era el monedaje o maravedí.

## Historia
Este derecho procede de un servicio con que contribuyeron las Cortes de Benavente, de 1202 donde “la moneda forera se va a establecer por primera vez, como tributo, en las Cortes de Benavente de 1202, y su sentido sería el de un tributo o servicio que pagarían anualmente los hombres libres de un maravedí por año durante siete años.” Sin embargo, la verdadera naturaleza de este servicio es de carácter impositivo:  “no reviste la naturaleza de un servicio votado en Cortes, sino que se trata de una verdadera figura impositiva: una capitación personal que afecta a cada uno de los naturales del reino, teniendo sólo exención los canónicos, los caballeros y uno de los paniaguados de éstos”.
Se establece para los reinos medievales de Castilla y León (cantidades distintas en cada reino) a cambio del compromiso del rey de no quebrar la moneda, o sea devaluarla acuñando monedas de menor contenido en metal precioso. Con el paso del tiempo se convirtió en un impuesto más que pagaban los pecheros con un mínimo de patrimonio (120 maravedíes). Aunque al principio pagaban, enseguida quedaron exentos los nobles y eclesiásticos. Muchos lugares estaban a su vez eximidos por privilegio territorial. Se cobraba en el primer y último año de cada periodo de siete años.
Para su recaudación se elaboraban los Padrones de Moneda Forera donde «se registraba a todos los vecinos del lugar que debían, en condición de pecheros, hacer frente al pago de la moneda forera, así como aquellos que, por su condición de hidalgos, estaban exentos.» Para tal fin, estos padrones se actualizaban cada septenio, como paso previo a su recaudación.
Esta recaudación fue declinando con el tiempo hasta hacerse casi insignificante. Se extinguió con las reformas borbónicas de la hacienda en 1724.